# Joselito Carrera
Joselo Carrera Carrera (Chorrillos, 21 de julio de 1980), más conocido como Joselito Carrera, es un presentador, modelo y empresario peruano radicado en México. Alcanzó la popularidad por haber conducido magacines y programas de mediodía a lo largo de su trayectoria en televisión nacional.

## Biografía
Nació el 21 de julio de 1980 en Chorrillos, distrito de la capital peruana Lima, bajo el nombre de Joselo Carrera Carrera.[cita requerida] Proveniente de raíces cajamarquinas, de un caserío de Gregorio de Pita allí un pueblo denominado Paucamarca donde pasó parte de su niñez, para luego regresar a Lima, proveniente de una familia de clase media, en sus primeros trabajó como cobrador de microbús en las calles de su zona para colaborar con la economía de su familia.
Comenzó su carrera allá por mediados de los años 1990 como futbolista, sumándose a las filas del club de fútbol Deportivo Municipal, donde jugaba en la posición de guardameta. Tras retirarse del deporte, emprendió una etapa como modelo, participando en diferentes desfiles de moda.
Pero no fue hasta 2004, cuando Carrera debuta en la televisión peruana como parte del staff de modelos del espacio Gente demente. Gracias a su participación en el dicho programa, iniciaría su etapa como presentador con el late show La noche del 11 por el canal televisivo local RBC Televisión, compartiendo el espacio al lado de la colombiana Lucecita Ceballos hasta 2007.  Tras la cancelación de La noche del 11, Carrera se suma al magacín peruano Lima limón de la mano de la productora ProTV como coconductor en 2009 y años más tarde, se une con Maju Mantilla y Roger del Águila para la elaboración del otro formato Dos sapos, una reina en el periodo 2011-2012, y fue presentador del certamen de belleza Miss Perú 2015.
Carrera volvió a trabajar con Mantilla para el programa de mediodía Al aire para el canal América a partir de 2013, sumándose la presentadora Sofía Franco al elenco principal, permaneciendo por varias temporadas hasta su renuncia en 2016. Fue participante del reality show Esto es guerra en 2014, en el rol de competidor por poco tiempo.
Carrera se suma a la conducción del magacín Juntos en casa por la extinta televisora NexTV en 2017 con la ecuatoriana Cinthya Coppiano.[cita requerida]
Condujo el espacio semanal Emprendedor, ponte las pilas entre 2019 y 2022, inicialmente al lado de Alejandra Baigorria, Carloncho, Brunella Horna y Maricarmen Sjoo, en el cual más tarde, fueron reemplazados por los otros personajes televisivos Angie Arizaga, Tula Rodríguez, Sully Sáenz, Juan Carlos Orderique y Brenda Carvalho en los últimos años del formato. Seguidamente, volvió a trabajar con Ceballos en el programa radial Splash por Radio Panamericana en el año 2017, en el cual más tarde ingresa Anahí de Cárdenas a la coconducción.[cita requerida]
Participó en la actuación, haciendo su debut en la telenovela Girasoles para Lucía en 1999. Tuvo una corta participación en la teleserie Al fondo hay sitio en 2015, interpretando a un secuestrador en común. Protagonizó la obra de teatro El enfermo imaginario en 2017, contando con la colaboración de la productora Liberarte. Ya para el 2022, Carrera se muda a México y obtuvo su radicación en el dicho país, para sumarse a proyectos de la mano del conglomerado Televisa, teniendo algunas apariciones en las telenovelas Mi fortuna es amarte como Nicandro y Mi secreto.
Además, se lanzó en el emprendimiento, fundando su propio restaurante de comida marina Joselito Bartolo en el distrito de Barranco en 2018 y otro en México en 2023.

## Créditos

### Televisión
| Año       | Título                       | Rol               | Emisión                 |
| --------- | ---------------------------- | ----------------- | ----------------------- |
| 1999-2000 | Girasoles para Lucía         |                   | Frecuencia Latina       |
| 1999-2000 | Girasoles para Lucía         | Venevisión        |                         |
| 2003      | Demasiada belleza            | Modelo            | Frecuencia Latina       |
| 2004      | Gente demente                | Modelo            | Panamericana Televisión |
| 2006-2007 | La noche del 11              | Presentador       | RBC Televisión          |
| 2009      | Lima limón                   | Copresentador     | América Televisión      |
| 2011      | Gamarra                      | Sebastián Andrade | América Televisión      |
| 2011-2012 | Dos sapos, una reina         | Presentador       | América Televisión      |
| 2013-2016 | Al aire                      | Copresentador     | América Televisión      |
| 2014      | Esto es guerra               | Competidor        | América Televisión      |
| 2015      | Versus espectacular          | Parte del elenco  | América Televisión      |
| 2015      | Miss Perú 2015               | Presentador       | América Televisión      |
| 2016      | Al fondo hay sitio           | Jacob García      | América Televisión      |
| 2017-2018 | Juntos en casa               | Presentador       | NexTV                   |
| 2019      | Tunait                       | Invitado especial | Latina Televisión       |
| 2019-2022 | Emprendedor, pónte las pilas | Copresentador     | América Televisión      |
| 2022      | Mi fortuna es amarte         | Nicandro          | Las Estrellas           |
| 2022      | Mi secreto                   |                   | Las Estrellas           |
| 2023      | Mande quien mande            | Invitado especial | América Televisión      |

### Radio
| Año       | Título | Rol     | Emisión            |
| --------- | ------ | ------- | ------------------ |
| 2017-2018 | Splash | Locutor | Radio Panamericana |

## Teatro
- El enfermo inmaginario (2017)
- Tres damas y un gigoló (2017)